# Рива ди Бра
Рива ди Бра је насеље у Италији у округу Кунео, региону Пијемонт.
Према процени из 2011. у насељу је живело 121 становника. Насеље се налази на надморској висини од 280 м.